# هاشم محمد بن عوف
هاشم محمد بن عوف سليمان - من مواليد 29 مايو 1975 في ولاية ماريلاند، بالولايات المتحدة - مهندس مستشار في مجال النقل وخبير الهندسة المعمارية وسياسي سوداني.
تم تعيينه في 21 يناير 2020 وزيراً للدولة بوزارة البنى التحتية والنقل، ثم شغل منصب الوزير الإتحادي بوزارة البنى التحتية والنقل في 09 يوليو 2020. وهو أول مسؤول سوداني يصاب بفيروس كورونا 2019.

## مؤهلاته العلمية
حاصل على بكالوريوس كلية الهندسة قسم العمارة بمرتبة الشرف عام 1998 من جامعة الخرطوم، وماجستير هندسة ميكانيكية في المنتوج العمراني في معهد ستيفنز للتقنية في نيوجيرسي، الولايات المتحدة.

## حياته العملية
- إلى حين تعيينه وزيراً للدولة للبنى التحتية، كان يشغل منصب كبير المعماريين في مشروع محطات سكك الحديد القطرية وخاصة مشروع مترو الدوحة الذي يعد من أكبر مشاريع البنية التحتية في المنطقة. كماعمل خبيراً في نمذجة معلومات المباني (BIM) في شركة هوكتيف فيكون العالمية، وكان كبير مهندسي التصميم في مستشفى الملك فيصل التخصصي بالرياض؛ وفي نيويورك عمل كمهندس بناء وتصميم افتراضي في شركة شوب، وكأخصائي تصميم رقمي في شركة سكيدموري، أوينغس وميريل.[7]

- أكاديميًا، عمل كمساعد بروفسور لطلاب الماجستير في جامعة كولومبيا الأمريكية بمدينة نيويورك، وكمحاضر في معهد برات بمانهاتن.[8]

## فترة توليه الوزارة

### أهم الأعمال
- عمل على اتخاذ الاجراءات القانونية لاستعادة شركة الخطوط البحرية السودانية بعد صدور قرار تفكيكها وتصفيتها من قبل الحكومة المطاحة، حتى تم إصدار حكماً بإلغاء قرار التصفية من المحكمة التجارية، تبع ذلك سعي من الوزارة لتنظيم مناقصة عالمية لتعمل على إعادة تأهيل الشركة.[9]

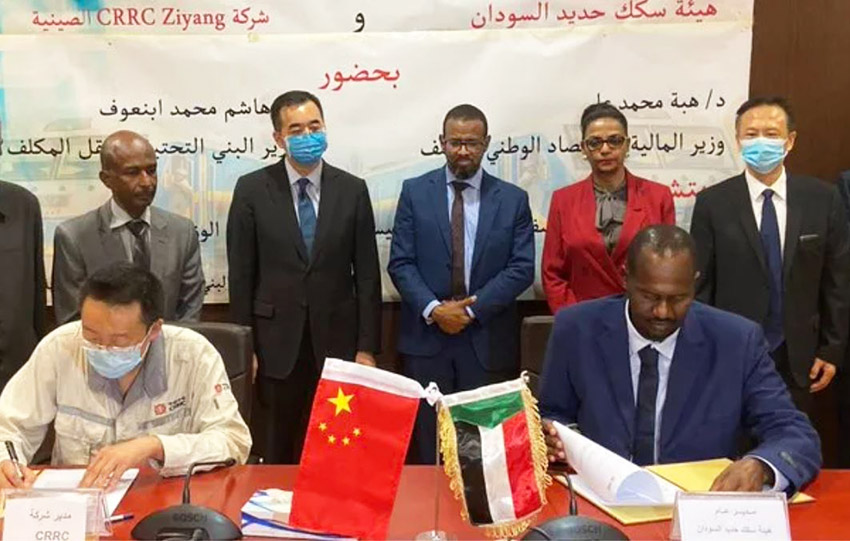
توقيع عقد توريد قاطرات مع شركة CRRC Ziyang الصينية سبتمبر 2020

- توقيع عقد توريد قاطرات مع شركة CRRC Ziyang الصينية سبتمبر 2020أشرف على توقيع عقد لإستيراد عدد (27) قطار للسكة حديد بقيمة تفوق ال50 مليون يورو من شركة (CRRC Ziyang) الصينية وكان ذلك بحضور السفير الصيني بالبلاد حينها (ما شينمين) مع ممثلين للشركة الصينية، الامر الذي كان سيسهم في زيادة الإنتاج والنهضة الاقتصادية بالبلاد والمواطن السوداني[10]
- وضع برامج ومشاريع محددة للفترة الإنتقالية واستراتيجية ورؤية شاملة لوحدات الوزارة. تعطل عدد كبير من هذه المشاريع بسبب التحولات المضطردة في المشهد السياسي في البلاد بعد انقلاب 25 أكتوبر.[11]

### اتفاقيات
- اتفاقية تعاون بين سكة حديد السودان ومنظومة الصناعات الدفاعية السودانية - (هيئة التصنيع الحربي (السودان) - لتوطين قطع الغيار وتصنيع المقطورات.[12][13][14]
- اتفاقية صيانة مع الشركة المصرية للصيانة وخدمات السكك الحديد ايرماس لصيانة وابورات سكة حديد السودان.[15]
- اتفاقية تفاهم مع شركة بوينغ على تحديد آليات الشراكة ومراحل تطوير الخطوط الجوية السودانية.[16][17][18]
- اتفاقية تفاهم مع بنك التصدير والاستيراد للولايات المتحدة في مجال البني التحتية والنقل السودانية وإدراج مشاريعها في التمويل.[19]السيدة كيمبرلي ريد رئيس مجلس إدارة  بنك  الاستيراد والتصدير  الامريكي وقعت مذكرة تفاهم مع الحكومة السودانية في مجال البني التحتية والنقل

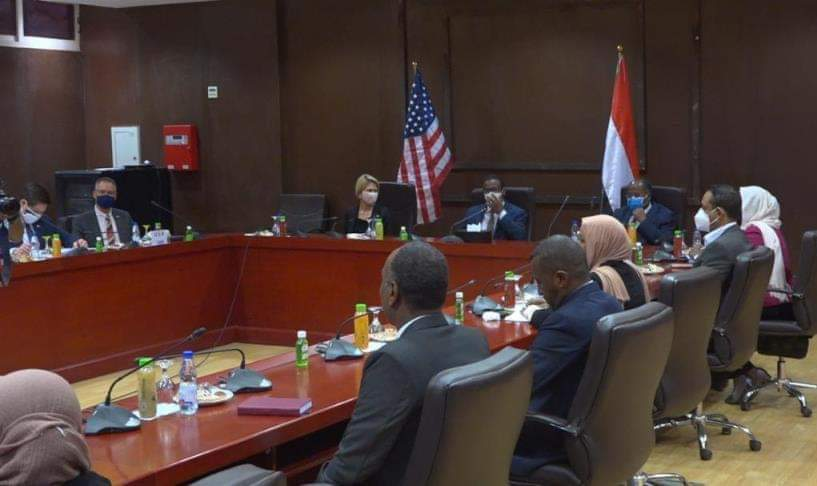
السيدة كيمبرلي ريد رئيس مجلس إدارة بنك الاستيراد والتصدير الامريكي وقعت مذكرة تفاهم مع الحكومة السودانية في مجال البني التحتية والنقل

- اتفاقية تعاون مع وزارة النقل الأثيوبية في مجال النقل البحري، كونها أثيوبيا دولة غير ساحلية، وتحسين الاجراءات المينائية الخاصة بالواردات الاثيوبية.[20]
- اتفاقية تفاهم مع جامعة الخرطوم تهدف إلى تعزيز وتطوير التعاون الأكاديمي والبحثي والتدريبي بين الجامعة والوزارة، تشمل التدريب المهني للطلاب، والتعاون في مجالات البحوث التطبيقية والعلمية، وتطوير برامج بناء القدرات، وتخطيط البرامج ووضع السياسات.[21]
- اتفاقية شراكة مع جامعة الجزيرة، معهد النيل الأزرق للأمراض السارية، على تأسيس مركز متكامل يقدم الخدمات المعلوماتية في مجال تخريط ونمذجة الأمراض والأوبئة ويدير النمذجة الرياضية للأمراض المعدية.[22]

### نهاية التكليف بالمنصب
- عٌدَّ أول وزير في حكومة عبد الله حمدوك يعلن انهاء تكليفه ومغادرة المنصب قبل ساعات من اعلان التشكيل الجديد في التاسع من فبراير 2021.[23] [24]
- عمل كمستشار بالوزارة بعد انهاء فترة توليه الوزارة[25]، ثم أعلن اعتذاره عن الاستمرار بتمثيل دور المستشار غير المُتفرِّغ بالوزارة.[26]

### تقييم أداء
- وجد استحساناً منذ بدء استخدامه لوسائل التواصل الاجتماعي في طرحه مبدأ الشفافية والتفاعل مع الجمهور.حيث قام منذ البدء بنشر سيرته الذاتية وخبراته بالإضافة لرؤيته لعمل الوزارة، وقام بنشر وظائف عبر حسابات مفتوحة في مواقع تابعة لوزارة البنى التحتية والنقل في السودان؛ وهو الأمر غير المعهود.[27]
- اعتبر بعض المراقبين فترة وزارته بوجود اشراقات وعدّوه نجاحاً نسبياً في مقارنة مع بقية وزارات القطاع الإقتصادي.حيث وصفه مختصين بالقطاع بالمجتهد ولم يبرز أي انتماء سياسي أو حزبي يساري أو يميني.[28][29]
- لم يسلم من الانتقاد في عدة ملفات خاصة على خلفية تغاضيه عن إجراء أي تغيير في شركة الخطوط الجوية السودانية.[28]

## وصلات خارجية
الجزيرة مباشر
صحيفة الراكوبة